# Павлович-Мори, Эва
Эва Павлович-Мори (до 2021 — Мори; словен. Eva Pavlović-Mori; род. 13 марта 1996, Канал-об-Сочи, Словения) — словенская волейболистка, связующая.

## Биография
Профессиональная волейбольная карьера Эвы Мори началась в городе Камнике, где волейболистка на протяжении трёх сезонов выступала за местный «Кальцит», трижды став в его составе призёром чемпионатов Словении и дважды выиграв Кубок страны. С 2014 года Мори играла за команды Италии, Франции, Польши, Турции, а в 2021 вернулась в Словению и один сезон вновь играла за «Кальцит», с которым стала чемпионкой Словении и была признана лучшим игроком чемпионата. С 2022 вновь играет за рубежом — в Турции, Казахстане, а в 2024 заключила контракт с российским ВК «Заречье-Одинцово».
В 2011—2014 Мори выступала за юниорскую и молодёжную сборные Словении, а в 2017 году в составе старшей молодёжной сборной страны стала серебряным призёром чемпионата мира и вошла в символическую сборную турнира в качестве лучшей связующей.  
В составе главной национальной сборной Словении дебютировала в 2014 году в Евролиге. Также принимала участие в двух чемпионатах Европы (2015 и 2019), Средиземноморских играх 2018, розыгрышах Евролиги.

### Клубная карьера
- 2011—2014 —  «Кальцит» (Камник);
- 2014—2017 —  «Фоппапедретти» (Бергамо);
- 2017—2018 —  «Безье»;
- 2018—2019 —  «Волеро Ле-Канне» (Ле-Канне);
- 2019—2020 —  ЛКС (Лодзь);
- 2020—2021 —  «Ильбанк» (Анкара);
- 2021 —  «Вандёвр-Нанси» (Нанси);
- 2021—2022 —  «Кальцит» (Камник);
- 2022—2023 —  «ПТТ Спор» (Анкара);
- 2023—2024 —  «Куаныш» (Петропавловск);
- с 2024 —  «Заречье-Одинцово» (Московская область).

## Достижения

### С клубами
- чемпионка Словении 2022;
  - 3-кратный серебряный призёр чемпионатов Словении — 2012, 2013, 2014.
- 3-кратный победитель розыгрышей Кубка Словении — 2013, 2014, 2022;
  - серебряный призёр Кубка Словении 2012.
- победитель розыгрыша Кубка Италии 2016.
- серебряный призёр Кубка Франции 2018.
- бронзовый призёр чемпионата Польши 2020.
- бронзовый призёр чемпионата Казахстана 2024.
- победитель розыгрыша Кубка Казахстана 2023.
- бронзовый призёр чемпионата России 2025.
- бронзовый призёр розыгрыша Кубка России 2025.

- чемпионка Среднеевропейской волейбольной зональной ассоциации (MEVZA) 2014;
  - серебряный (2022) и бронзовый (2013) призёр чемпионатов MEVZA.
- победитель розыгрыша Кубка Балканской волейбольной ассоциации (BVA) 2022.

### Со сборными Словении
- серебряный призёр чемпионата мира среди старших молодёжных команд 2017.
- серебряный призёр чемпионата мира среди молодёжных команд 2014.
- победитель Европейского юношеского олимпийского фестиваля 2013.

### Индивидуальные
- 2013: лучшая связующая чемпионата Европы среди девушек.
- 2014: лучшая связующая молодёжного чемпионата мира.
- 2017: лучшая связующая чемпионата мира среди старших молодёжных команд
- 2022: MVP и лучшая связующая чемпионата Словении.
- 2022: MVP и лучшая связующая Кубка BVA.
- 2025: лучшая связующая Кубка России.

## Личная жизнь
В 2021 году Эва Мори заключила брак в сербским волейболистом Данило Павловичем и стала носить двойную фамилию — Павлович-Мори.